# Campo de extermínio de Chełmno

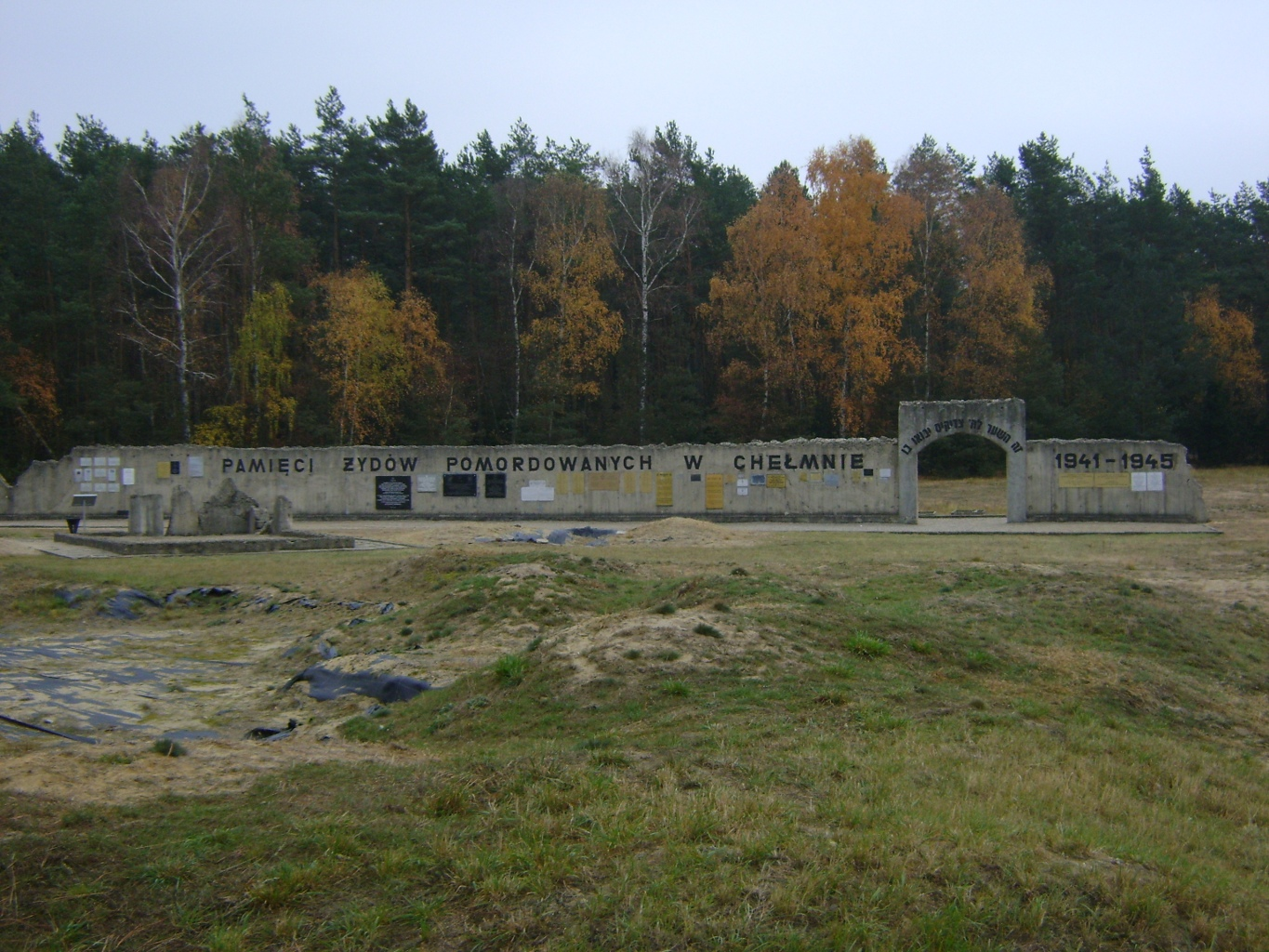
Ruínas do que sobrou do campo de extermínio de Chełmno

Campo de extermínio de Chełmno, também conhecido como campo de concentração de Kulmhof, foi um campo de extermínio nazista situado a 50 quilômetros de Łódź, próximo a uma pequena vila chamada Chełmno nad Nerem. Após a anexação da Polônia pela Alemanha Nazista, Chełmno foi incluído em 1939 no Reichsgau Wartheland. O campo foi aberto em 1941 para matar os judeus do Gueto de Łódź e de Warthegau. O campo era unicamente destinado aos assassinatos em massa, ele não possuía nenhum outro objetivo além de eliminar as vítimas do Terceiro Reich. Foi o primeiro de muitos campos de extermínio operados pelos nazistas. Era o quinto campo de extermínio mais mortal, atrás apenas de Auschwitz, Treblinka, Bełżec e Sobibór.
Funcionou de 8 de dezembro de 1941 a 11 de abril de 1943, paralelamente à Operação Reinhard durante a fase mais mortal do Holocausto, e novamente de 23 de junho de 1944, a 18 de janeiro de 1945, durante a contra-ofensiva soviética. Em 1943, foram feitas modificações nos métodos de matança do campo, pois o prédio de recepção já havia sido desmontado.
Entre 152.000 e 340.000 judeus e poloneses foram assassinados no campo, todos do Gueto de Łódź e regiões vizinhas, juntamente com 5.000 ciganos da Grande Polônia, judeus húngaros, checos e prisioneiros de guerra soviéticos. O principal método de matança utilizado dentro do campo eram os caminhões de gás, um tipo de câmara de gás móvel criado pelos alemães,  Chełmno possuía 3 deles.
Os cadáveres eram retirados dos caminhões após a morte e em seguida eram enterrados em valas comuns perto do local. Mas em uma ocasião o cheiro dos corpos eram tão forte que chegava até os vilarejos próximos, então o campo passou a cremar os corpos das vítimas perto da floresta para evitar a podridão. O campo de Chełmno contava com os serviços de jovens prisioneiros judeus (Sonderkommando) para que pudesse facilitar os trabalhos de cuidar dos cadáveres. 

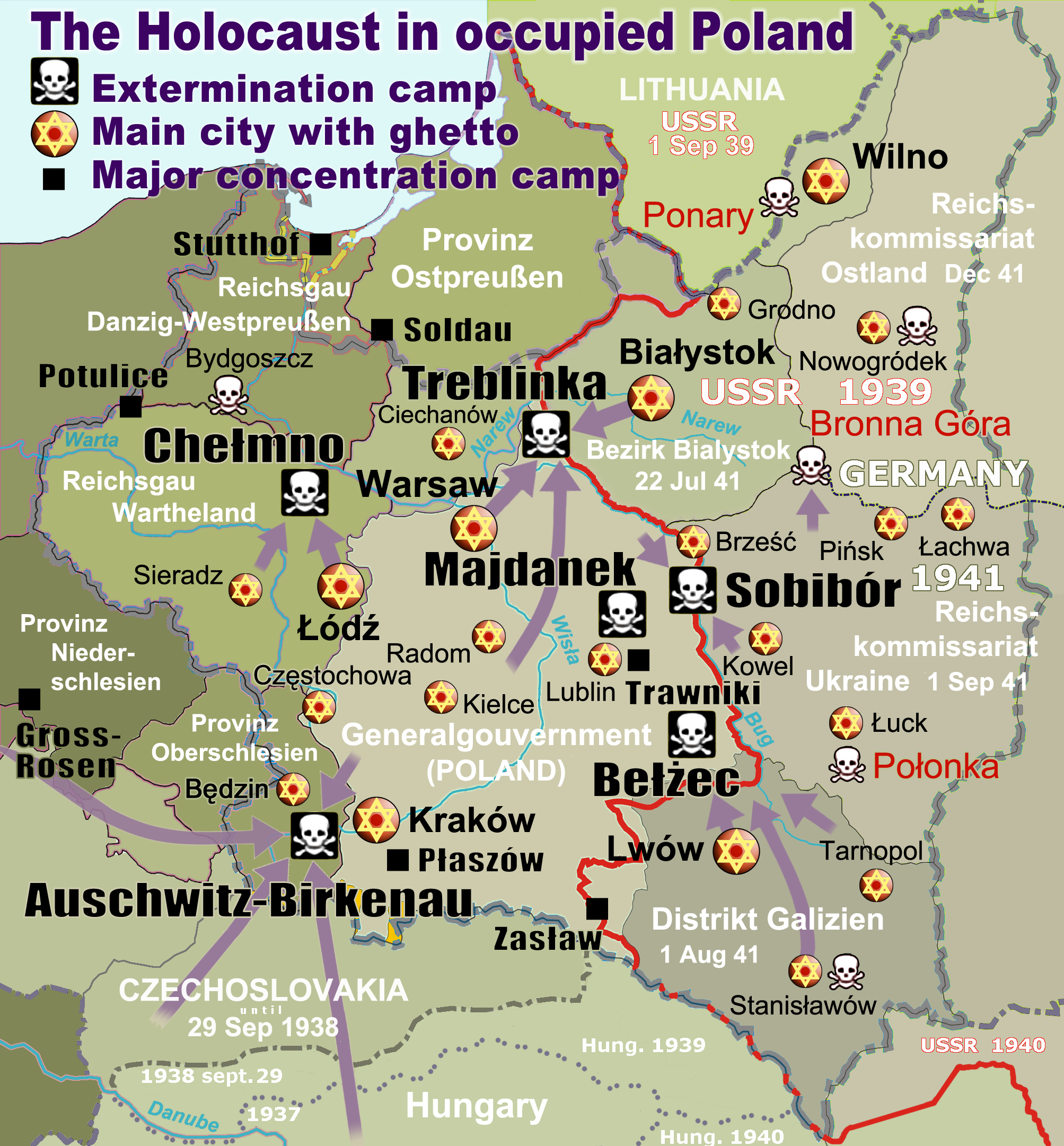
Loclização do campo de Chełmno.